# Фуџимино
Фуџимино (јап. ふじみ野市) град је у Јапану у префектури Саитама. Према попису становништва из 2005. у граду је живело 101.960 становника.

## Становништво
Према подацима са пописа, у граду је 2005. године живело 101.960 становника.
| 1995.  | 2000.   | 2005.   |
| ------ | ------- | ------- |
| 96.390 | 100.118 | 101.960 |